# Platja d'en Balleu
La platja d'en Balleu és una platja del municipi del Port de la Selva (Alt Empordà), situada en una zona urbanitzada, a tocar de la punta de s'Arenella, on hi ha el Far de s'Arenella. Té una longitud de 32 m i una amplada mitjana de 14 m, formada per graves i còdols.
El nom de la platja és degut als antics propietaris dels de terrenys contigus, on es conreava la vinya.